# Charles Simon Clermont-Ganneau
Charles Simon Clermont-Ganneau (født 19. februar 1846 i Paris, død 15. februar 1923 sammesteds) var en fransk orientalist.
Clermont-Ganneau studerede østerlandske sprog i Paris ved École des langues vivantes. Han blev 1867 sekretær og dragoman (tolk) ved det franske konsulat i Jerusalem. Clermont-Ganneau indlagde sig her stor fortjeneste ved at opdage, udgive og tolke den berømte Mesa-indskrift fra Dhiban i Moabiterlandet; hans oversættelse (i Revue Archéologique 1870) har hans mange efterfølgere ikke synderlig kunnet forbedre. I 1873 blev han dragoman ved det franske gesandtskab i Konstantinopel; gentagne gange sendtes han til Syrien såvel af Frankrig som af England i videnskabelige øjemed; 1880 blev han konsul i Jaffa. Clermont-Ganneau indlagde sig snart en anden stor videnskabelig fortjeneste ved at påvise, at alle de potteskår med moabitiske indskrifter, som museet i Berlin havde købt, og hvis ægthed forfægtedes af tyske lærde, var falske, Les fraudes archéologiques en Palestine (1885). 
I 1889 blev han medlem af Instituttet og 1890 professor i semitisk epigrafik og arkæologi ved Collège de France. Da der lige siden fremkomsten af den såkaldte Saitafernes' tiara og denne guldhjelms erhvervelse af Louvre for 400000 francs stadig opkastedes tvivl om dette stykkes ægthed, og da angrebene på ægtheden tiltog i hyppighed og vægt, udnævntes af den franske regering en kommission, der skulle undersøge spørgsmålet om ægtheden; for denne blev Clermont-Ganneau formand. Resultatet blev, at tiaraen erklæredes for et moderne fabrikat.  Clermont-Ganneau har blandt andet udgivet Album d'antiquités orientales (1897) og fortsat sin 1888 begyndte Recueil d'archéologie orientale, hvori han behandlede de nyeste opdagelser, særlig de østerlandske indskrifter. Siden 1900 var han formand og leder for udgivelsen af Répertoire d'épigraphie sémitique. I det franske institut har Clermont-Ganneau stadig givet interessante meddelelser (udgivne i Compte-Rendu); blandtt andet har han behandlet papyruserne fra Elefantine.